# Блохманн, Карл Юстус
Карл Юстус Блохманн (нем. Karl Justus Blochmann; 19 февраля 1786, Рейхштадт Королевство Саксония — 31 мая 1855 года) — немецкий педагог, известный тем, что первый применил теорию элементарного природосообразного воспитания и обучения Песталоцци в Саксонии. Тайный советник.

## Биография
С 1805 года изучал богословие в Лейпциге и в 1809—1816 годах был преподавателем в институте Иоганна Генриха Песталоцци в Ивердон-ле-Бене, в Швейцарии. Философия в сфере образования Песталоцци оказала глубокое влияние на Блохманна, которая продолжалась на протяжении всей его жизни.
В 1824 году с целью более прогрессивного, всеобъемлющего подхода к образованию, в 1824 году создал в Дрездене своё воспитательное заведение для мальчиков, «Блохмановский институт», с которым в 1828 году слилась фицтумская гимназия, основанная в 1638 году Фицтумом фон Экштетом.
Как практический педагог, К. Блохманн отвёл в системе образования видное место физическому развитию и реальным наукам. В числе привлечённых им педагогов, были выдающиеся деятели науки, такие как, химик Юлиус-Адольф Штёкгардт, историк Арнольд Шефер, филолог Альфред Флекейзен и другие.
Ему принадлежит брошюра: «Heinrich Pestalozzi» (Лейпциг, 1846), написанная по случаю столетнего юбилея рождения знаменитого педагога.
Ныне его институт называют Vitzthum-Gymnasium Dresden.